# マザリーヌ・パンジュ

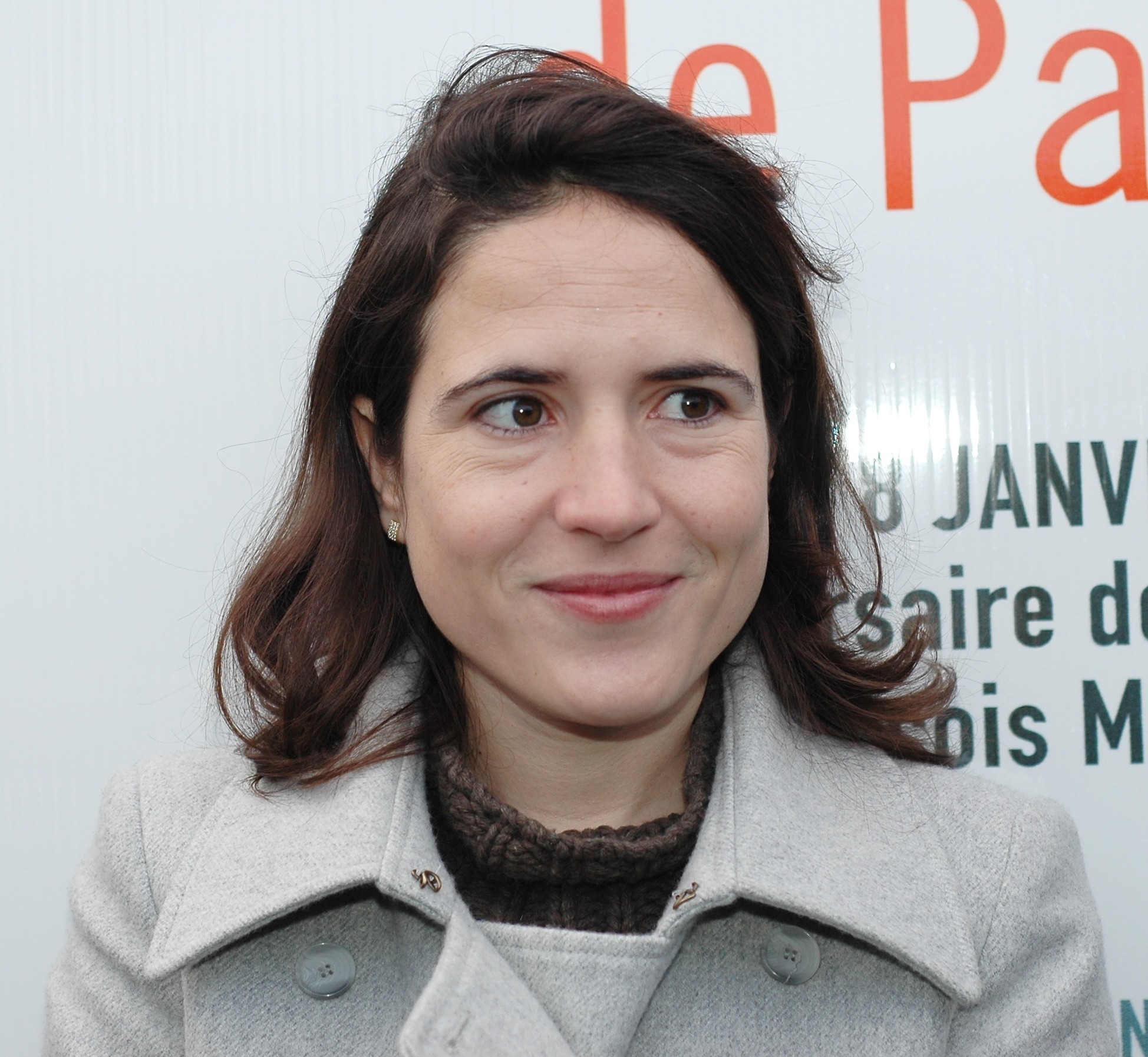
マザリーヌ・パンジュ、2006年1月のフランソワ・ミッテラン追悼式において撮影。

マザリーヌ・ミッテラン・パンジュ（Mazarine Mitterrand Pingeot、1974年12月18日 - ）は、フランスの作家。フランソワ・ミッテラン協会代表。フランソワ・ミッテラン第21代大統領の婚外子である。

## 略歴
パリ出身。フォントネ=サンクルー高等師範学校卒業。
1994年11月に週刊誌「パリマッチ」がミッテランとマザリーヌがパリで面会している写真を掲載し、マザリーヌの存在は国民の知れ渡るところとなった。
モロッコ人のMohamed Ulad-Mohandと民事連帯契約法に基づくパートナーシップを結び、2005年7月11日に長男Ascotを、2007年10月5日には、長女Tara、2009年に次女Marieを出産する。

## 著書
- 小説「Premier Roman」(1998年)
- 小説「Zeyn ou la Reconquête」(2000年)
- 随筆「Ils m'ont dit qui j'étais」(2003年)
- 自伝的小説「Bouche cousue」(2005年)
- 小説「Le Cimetière des poupées」(2007年8月)